# 永寧縣 (建平郡)
永寧縣，東晉置，屬建平郡，其治不詳，建平郡在今重慶市巫山縣、湖北省恩施、秭歸一帶，則永寧縣當在此地域內。